# Gülağaç (district)
Gülağaç is een Turks district  in de provincie Aksaray en telt 21.906 inwoners (2007). Het district heeft een oppervlakte van 285,8 km². Hoofdplaats is Gülağaç. De meeste bewoners van het district zijn van Turkse, afkomst met een minderheid die het alevitisme, aanhangt. en een Koerdische, minderheid.
De bevolkingsontwikkeling van het district is weergegeven in onderstaande tabel.
| 1997   | 2000   | 2007   |
| ------ | ------ | ------ |
| 23.708 | 26.874 | 21.906 |

Ağaçören · Aksaray · Eskil · Gülağaç · Güzelyurt · Ortaköy · Sarıyahşi